# Desisa javanica
Desisa javanica là một loài bọ cánh cứng trong họ Cerambycidae.